# Ramna Stacks and Gruney

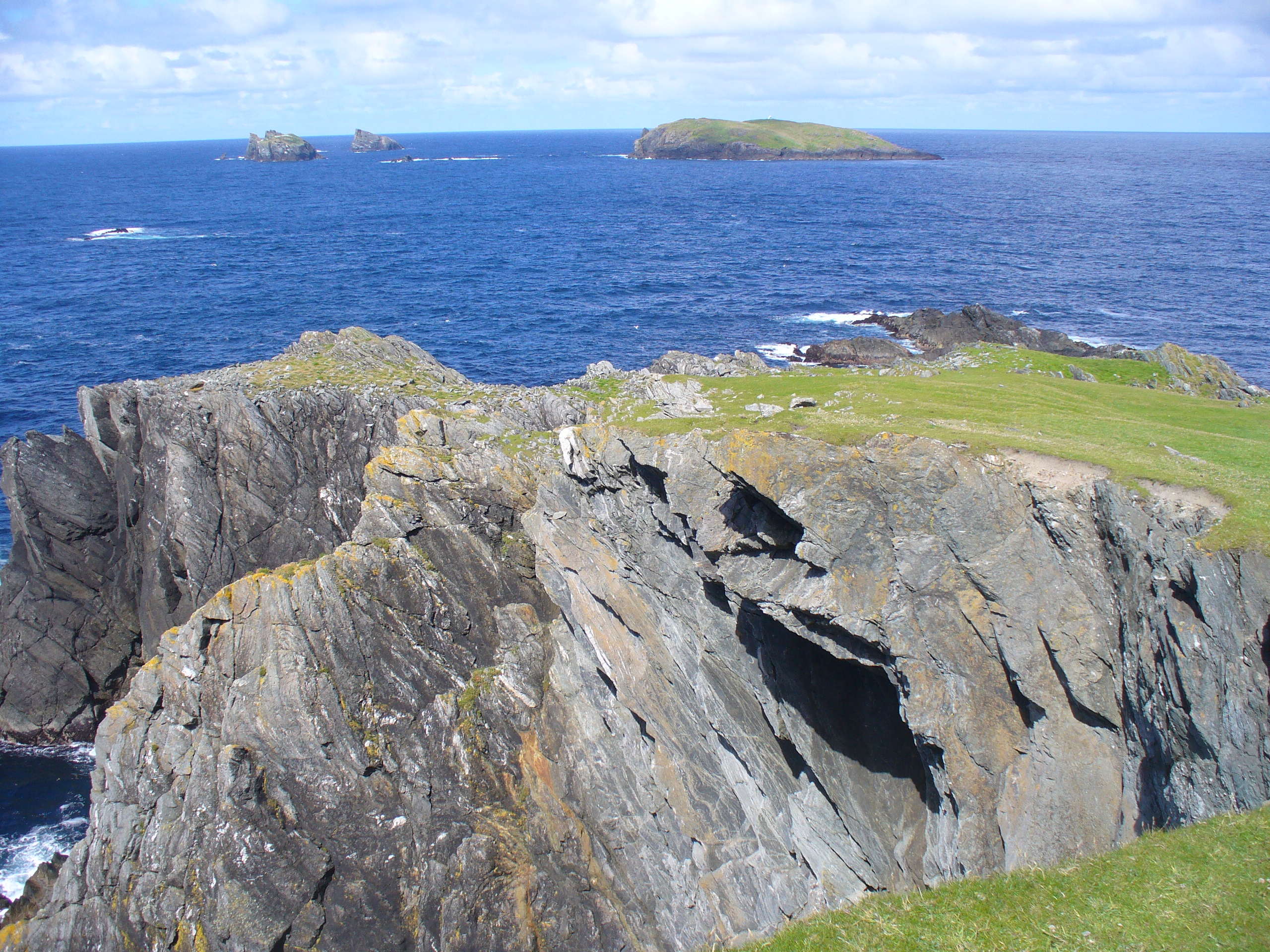
Blick vom Point of Fethaland auf Gruney und die Ramna Stacks

Ramna Stacks and Gruney ist ein 11,67 Hektar großes, 1984 eingerichtetes Naturschutzgebiet (SSSI) auf den Shetlands, das seit 1996 zugleich als Schutzgebiet nach der EU-Vogelschutzrichtlinie (SPA) ausgewiesen ist. Es liegt zwei Kilometer nördlich des Point of Fethaland, dem nördlichsten Punkt von Mainland, der Hauptinsel der Shetlands, im Nordatlantik und umfasst die Insel Gruney samt einigen Brandungspfeilern sowie die wenig westlich davon liegende Inselgruppe der Ramna Stacks. Nur Gruney und Fladda, die größte Insel der Ramna Stacks, weisen eine nennenswerte Vegetation auf, hauptsächlich aus Gräsern und basierend auf Torf-Boden. Die übrigen Inseln des Gebietes bestehen im Wesentlichen aus nacktem Fels.
Die Bedeutung von Ramna Stacks and Gruney liegt in seiner Funktion als Brutplatz verschiedener Arten von Seevögeln. Es ist eines von nur acht Gebieten innerhalb der EU, an denen Wellenläufer (Oceanodroma leucorhoa) brüten. Weitere zu nennende Vogelarten sind Sturmschwalben, Eissturmvögel, Mantelmöwen, Rissas, Trottellummen, Tordalke, Gryllteisten und Lunde. Im Herbst sind außerdem Kegelrobben mit ihren Jungen anzutreffen.